# Concert du nouvel an 1972 à Vienne
Le concert du nouvel an 1972 de l'orchestre philharmonique de Vienne, qui a lieu le 1er janvier 1972, est le 32e concert du nouvel an donné au Musikverein, à Vienne, en Autriche. Il est dirigé pour la 18e fois consécutive par le chef d'orchestre autrichien Willi Boskovsky.
Johann Strauss II y est toujours le compositeur principal, mais son frère Josef est représenté avec quatre pièces et la célèbre Marche de Radetzky de leur père Johann qui traditionnellement clôt le concert n'est pas jouée cette année. Par ailleurs, Joseph Lanner fait son retour dans le répertoire après deux ans, et pour la première fois on peut entendre une œuvre du compositeur autrichien Carl Michael Ziehrer , laquelle fait partie des trois pièces jamais jouées à un concert du nouvel an.

## Programme
Les pièces suivies d'un astérisque (*) sont jouées pour la première fois.

### Première partie
1. Johann Strauss II : Voix du printemps, valse, op. 410
2. Josef Strauss : Moulinet-Polka, polka française, op. 57
3. Josef Strauss : Im Fluge, polka rapide, op. 230*
4. Joseph Lanner : Hofballtänze, valse, op. 161
5. Josef Strauss : Aus der Ferne, polka-mazurka, op. 270
6. Johann Strauss II : Nordseebilder, valse, op. 390
7. Johann Strauss II : Explosions-Polka, polka rapide, op. 43

### Deuxième partie
1. Johann Strauss II : ouverture de l'opérette La Chauve-Souris
2. Johann Strauss II : Bitte schön, polka française, op. 372*
3. Carl Michael Ziehrer : Wiener Bürger, valse. op. 419*
4. Johann Strauss II : Russischer Marsch, marche, op. 426
5. Johann Strauss II et Josef Strauss : Pizzicato-Polka, polka
6. Josef Strauss : Jokey-Polka, polka rapide, op. 278
7. Johann Strauss II : Wo die Citronen blüh'n!, valse, op. 364
8. Josef Strauss : Arm in Arm, polka-mazurka, op. 215
9. Johann Strauss II : Stürmisch in Lieb’ und Tanz, polka rapide, op. 393